# Лобковка (Сумская область)
Лобковка (укр. Лобківка) — село,
Подлипненский сельский совет,
Конотопский городской совет,
Сумская область,
Украина.
Код КОАТУУ — 5910490503. Население по переписи 2001 года составляло 136 человек.

## Географическое положение
Село Лобковка находится на левом берегу реки Езуч,
выше по течению на расстоянии в 2,5 км расположено село Жигайловка (Конотопский район),
ниже по течению на расстоянии в 2 км расположено село Калиновка.
На реке большие запруды.
Рядом проходит железная дорога, станция Калиновка.